# Bothriomyrmex wroughtonii
Bothriomyrmex wroughtonii é uma espécie de inseto do gênero Bothriomyrmex, pertencente à família Formicidae.